# İmam bayıldı

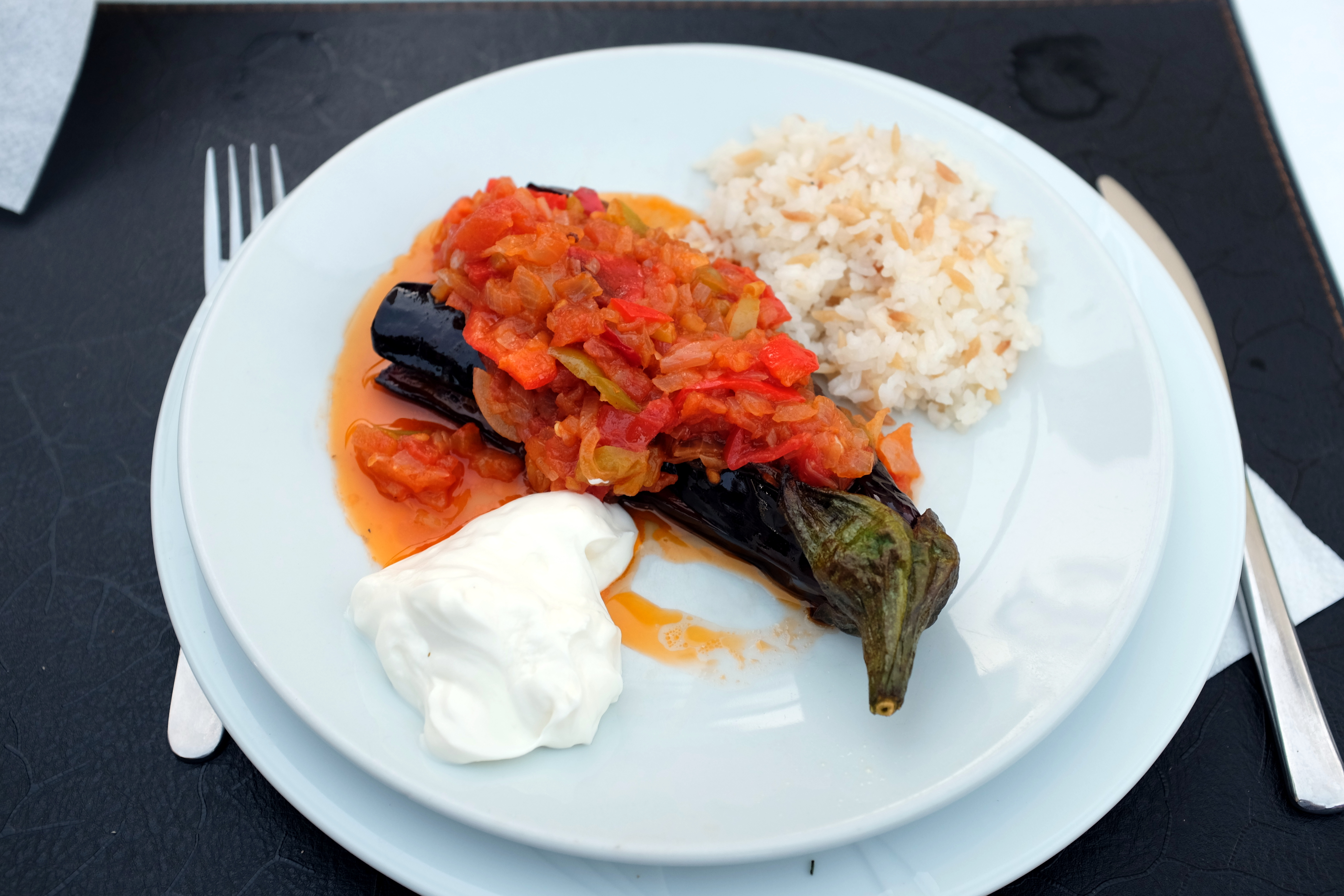
İmam bayıldı.

El İmam bayıldı (literalmente traducido como "El imán desmayado") es uno de los platos tradicionales de la cocina turca elaborados con zeytinyağı (aceite de oliva). Es un tipo de meze entendido como un conjunto de ingredientes vegetarianos. El principal ingrediente de este plato es la berenjena que se rellena con cebolla, ajo y tomates, ingredientes que suelen freirse en aceite de oliva, como la berenjena misma. Una vez rellenado, las berenjenas se siguen cocinando en un horno. 
İmam bayıldı suele servirse frío como otros zeytinyağlı platos (comidas preparadas con aceite de oliva).